# Sava Savanović
Sava Savanović (serbe : Сава Савановић) est l'un des plus célèbres vampires du folklore serbe.

## Légende
Sava Savanovic aurait vécu dans un ancien moulin à eau sur la rivière Rogačica dans le village Zarožje, municipalité Bajina Bašta. Il est dit qu’il avait l'habitude de tuer et de boire du sang provenant de meuniers venus mouliner leur grain. Même s'il est coutume de dire qu'il a été le premier vampire serbe, on fait valoir qu'il y a un premier vampire dans le folklore serbe, Petar Blagojević de Veliko Gradiste, mort en 1725. Petar Blagojević et l'affaire autour de lui est venu à l'attention européenne à l'époque, sous le nom Peter Plogojowitz, et a été l'un des premiers exemples de vampire .

## Les vampires serbes célèbres
- Peter Plogojowitz
- Arnold Paole